# Ljubljana városi község
Ljubljana városi község Szlovénia 212 alapfokú közigazgatási egységének, azaz községének, illetve ezen belül a 11 városi községnek egyike, központja Ljubljana, az ország fővárosa.

## Települései
A Ljubljana nevét viselő közigazgatási egységhez, községhez a következő települések tartoznak: Besnica, Brezje pri Lipoglavu, Dolgo Brdo, Dvor, Češnjica, Črna vas, Gabrje pri Jančah, Janče, Javor, Lipe, Ljubljana, Mali Lipoglav, Mali Vrh pri Prežganju, Malo Trebeljevo, Medno, Pance, Podgrad, Podlipoglav, Podmolnik, Prežganje, Ravno Brdo, Rašica, Repče, Sadinja vas, Selo pri Pancah, Spodnje Gameljne, Srednje Gameljne, Stanežiče, Šentpavel, Toško Čelo, Tuji Grm, Veliki Lipoglav, Veliko Trebeljevo, Vnajnarje, Volavlje, Zagradišče, Zgornja Besnica, Zgornje Gameljne.

## Ljubljana város közigazgatási beosztása
A községen belül maga Ljubljana város közigazgatásilag 17, helyi önkormányzattal rendelkező kerületre oszlik: Bežigrad, Center, Črnuče, Dravlje, Fužine, Goloves, Moste, Polje, Rožnik, Rudnik, Sostro, Šentvid, Šiška, Šmarna gora, Trnovo, Vič

## Fordítás
Ez a szócikk részben vagy egészben  a   Mestna občina Ljubljana című szlovén Wikipédia-szócikk ezen változatának fordításán alapul.  Az eredeti cikk szerkesztőit annak laptörténete sorolja fel. Ez a jelzés csupán a megfogalmazás eredetét és a szerzői jogokat jelzi, nem szolgál a cikkben szereplő információk forrásmegjelöléseként.